# Новий Степ
Но́вий Степ —  село в Україні, у Веселинівській селищній громаді Вознесенського району Миколаївської області. Населення становить 31 осіб. Колишній орган місцевого самоврядування — Ставківська сільська рада.